# King Naresuan – Der Herrscher von Siam
King Naresuan – Der Herrscher von Siam (Thai: ตำนานสมเด็จพระนเรศวรมหาราช) ist eine thailändische Spielfilmreihe des Regisseurs Chatrichalerm Yukol (Spitzname Tan Mui), die von 2006 bis 2015 gedreht wurde.

## Handlung
Die Filme behandeln das Leben und die Zeit des siamesischen Königs Naresuan, dem Begründer des heutigen Thailands.

## Kritik
„Opulenter, stattlich geförderter Prestigefilm in Form eines ausladend inszenierten Dreiteilers, erzählt als epischer Bilderreigen, bei dem sich Schlachtengemälde, romantische Nebenschauplätze und menschelnde Episoden die Waage halten.“

## Hintergrund
Mehr als ein halbes Jahr lang wurde die Erstaufführung des Films in Thailand angekündigt, so dass eine hohe Erwartungshaltung ausgelöst wurde. Es war eine historische Produktion zu erwarten, die die Qualität und den Erfolg des Films Die Legende der Suriyothai erreichen oder gar übertreffen sollte. Der erste Teil des Films wurde dann ab dem 18. Januar 2007 in Thailands Kinos gezeigt, nachdem er vorher für den 21. Dezember 2006 angekündigt worden war. Der erste Teil lief erfolgreich und am 15. Februar (statt wie ursprünglich angekündigt am 1. Februar) 2007 ließ man den zweiten Teil anlaufen.
Mittlerweile sind 6 Teile erschienen und damit wurde das Epos 2015 beendet.
Der Film hat in Thailand einen richtigen Hype hervorgerufen, so dass man am 5. Mai 2007 auch die Filmsets, an denen King Naresuan gedreht wurde, für die Öffentlichkeit zugänglich gemacht hat.
Der erste Teil ist zusammen mit dem zweiten Teil in der Special Edition der deutschen DVD und Blu-ray Disc King Naresuan – Der Herrscher von Siam enthalten.

## Die Episoden

### Teil I: Hongsawadee’s Hostage
- deutscher Titel: King Naresuan – Die Geiselnahme von Burma

Release: 18. Januar 2007

### Teil II: Reclaiming Sovereignty
- deutscher Titel: King Naresuan – Der Herrscher von Siam

Release: 15. Februar 2007

### Teil III: Naval Battle
Release: 31. März 2011

### Teil IV: The Nanda Bayin War
Release: 11. August 2011

### Teil V: Elephant Battle
Release: 29. Mai 2014

### Teil VI: The End of Hong Sa
Release: 9. April 2015